# Вишње Валице
Вишње Валице (слч. Vyšné Valice) насељено је мјесто са административним статусом сеоске општине (слч. obec) у округу Римавска Собота, у Банскобистричком крају, Словачка Република.

## Становништво
| Година:    | 1994. | 2004.    | 2014.    | 2024.    |
| ---------- | ----- | -------- | -------- | -------- |
| Број људи: | 199   | 322      | 287      | 255      |
| Разлика:   |       | +61,80 % | -10,86 % | -11,14 % |

| Година:    | 2023. | 2024.   |
| ---------- | ----- | ------- |
| Број људи: | 259   | 255     |
| Разлика:   |       | -1,54 % |

Према подацима о броју становника из 2011. године насеље је имало 303 становника.